# فرانسيسكو مارتينيلي
فرانسيسكو مارتينيلي (بالإيطالية: Francesco Martinelli)‏ (و. 1978  م) هو رياضي، ومبارز بالسيف إيطالي، ولد في بيزا.